# Luitpoldturm
Der Luitpoldturm (auch Luitpoldsturm genannt) nahe Merzalben im rheinland-pfälzischen Landkreis Südwestpfalz ist ein 1909 eingeweihter und 34,6 m hoher Aussichtsturm auf dem etwa 610 m ü. NHN hohen Weißenberg, einem der höchsten Berge des Pfälzerwaldes. Er wurde in Buntsandstein-Bauweise errichtet.

## Geographische Lage
Der Luitpoldturm befindet sich mitten im Pfälzerwald im Naturpark Pfälzerwald. Er steht im Gemeindegebiet des rund 7 km westsüdwestlich gelegenen Merzalben und 1,3 km nordnordwestlich des zur Nachbargemeinde Wilgartswiesen gehörenden Weilers Hermersbergerhof auf der Gipfelregion des Weißenbergs (ca. 610 m). 

## Geschichte und Bau

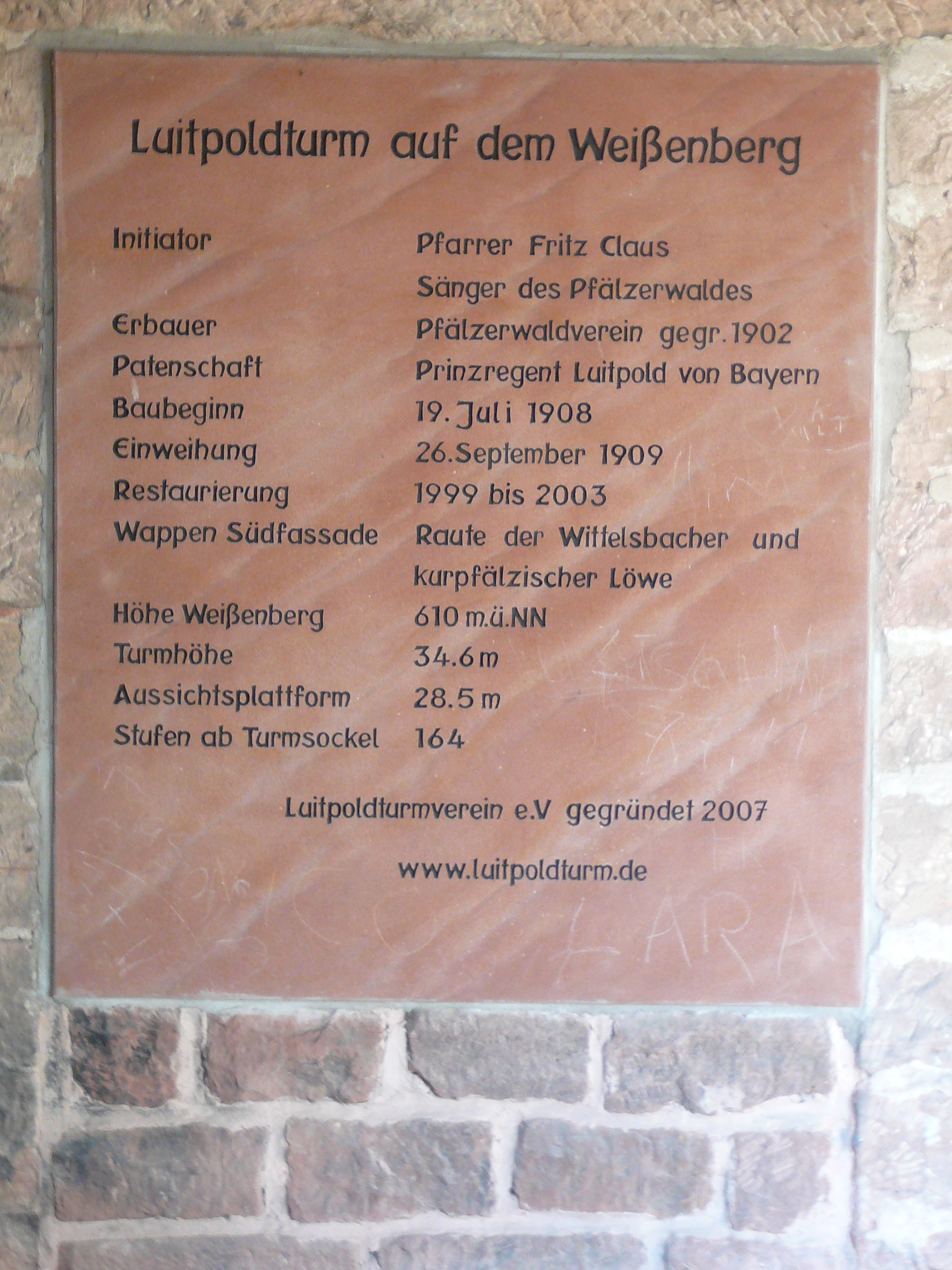
Gedenktafel zu Daten und Baugeschichte des Luitpoldturms

Die Idee zum Bau des Turmes wurde am 29. Mai 1895 auf der Generalversammlung des „Gräfensteiner Verschönerungsvereins“ geboren, den Forstassessor August Zwissler aus Leimen im Jahre 1893 gegründet hatte. Man beschloss, auf dem Weißenberg einen Aussichtsturm zu errichten, für dessen Herstellung 8.000 bis 10.000 Mark veranschlagt wurden. Die nötigen Geldmittel sollte das Vereinsmitglied Martin Jäger einwerben, ein auch unter dem Pseudonym Fritz Claus bekannter Heimatdichter. Dank seines Eintretens für den Turm konnte er den 1902 in Ludwigshafen gegründeten Pfälzerwald-Verein (PWV) für sein Anliegen gewinnen. Die Führung des PWV übernahm die Koordination des Projekts, ließ die Pläne vom Architekten Ludwig Ullmann ausarbeiten und sammelte die nötigen Geldmittel überwiegend aus Mitgliedsbeiträgen. Den Namen schlug Karl Albrecht von Ritter, der damalige Vorsitzende des PWV, vor; Namensgeber war Prinz Luitpold von Bayern. Am 19. Juli 1908 wurde mit dem Bau des Turms begonnen, seine Einweihung erfolgte am 26. September 1909. Die Kosten beliefen sich auf rund 23.000 Mark, was, bezogen auf das Basisjahr 2000, umgerechnet einer Summe von etwa 256.000 Euro entspricht. Die Bezahlung dieses Betrages konnte schon 1911 durch den Pfälzerwaldverein abgeschlossen werden.

## Gestaltung (Architektur)

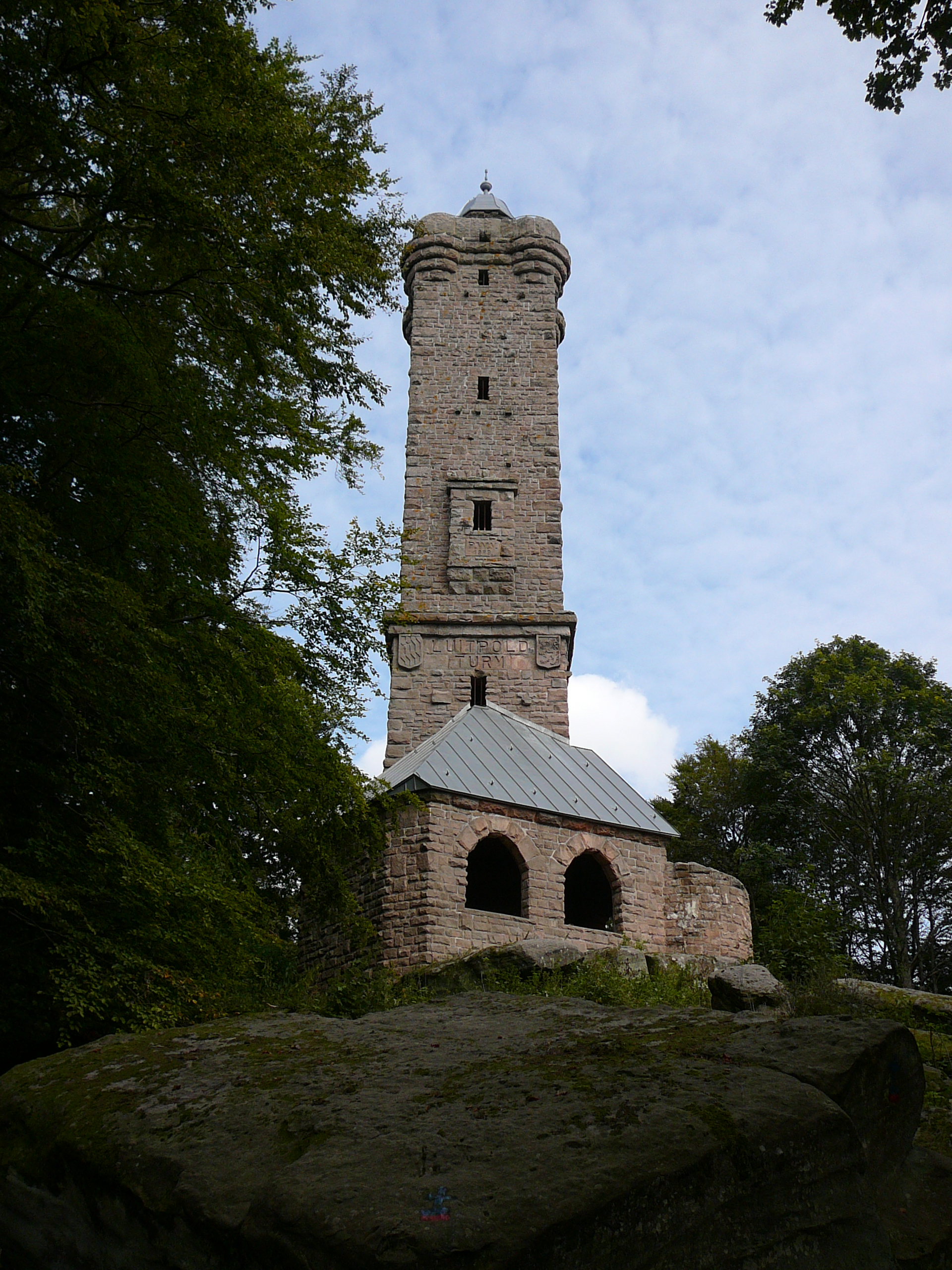
Aussichtsturm mit Anbau: Blick von Süden

Der aus behauenem Sandstein errichtete viereckige Luitpoldturm besteht aus einer Freitreppe, dem eigentlichen Aussichtsturm und einem Anbau. Das Bauwerk ist insgesamt 34,6 Meter (m) hoch, wobei die Aussichtsplattform 28,5 m über Grund liegt und auf ihr noch ein Treppentürmchen mit Tür und Blechdach aufgesetzt ist.

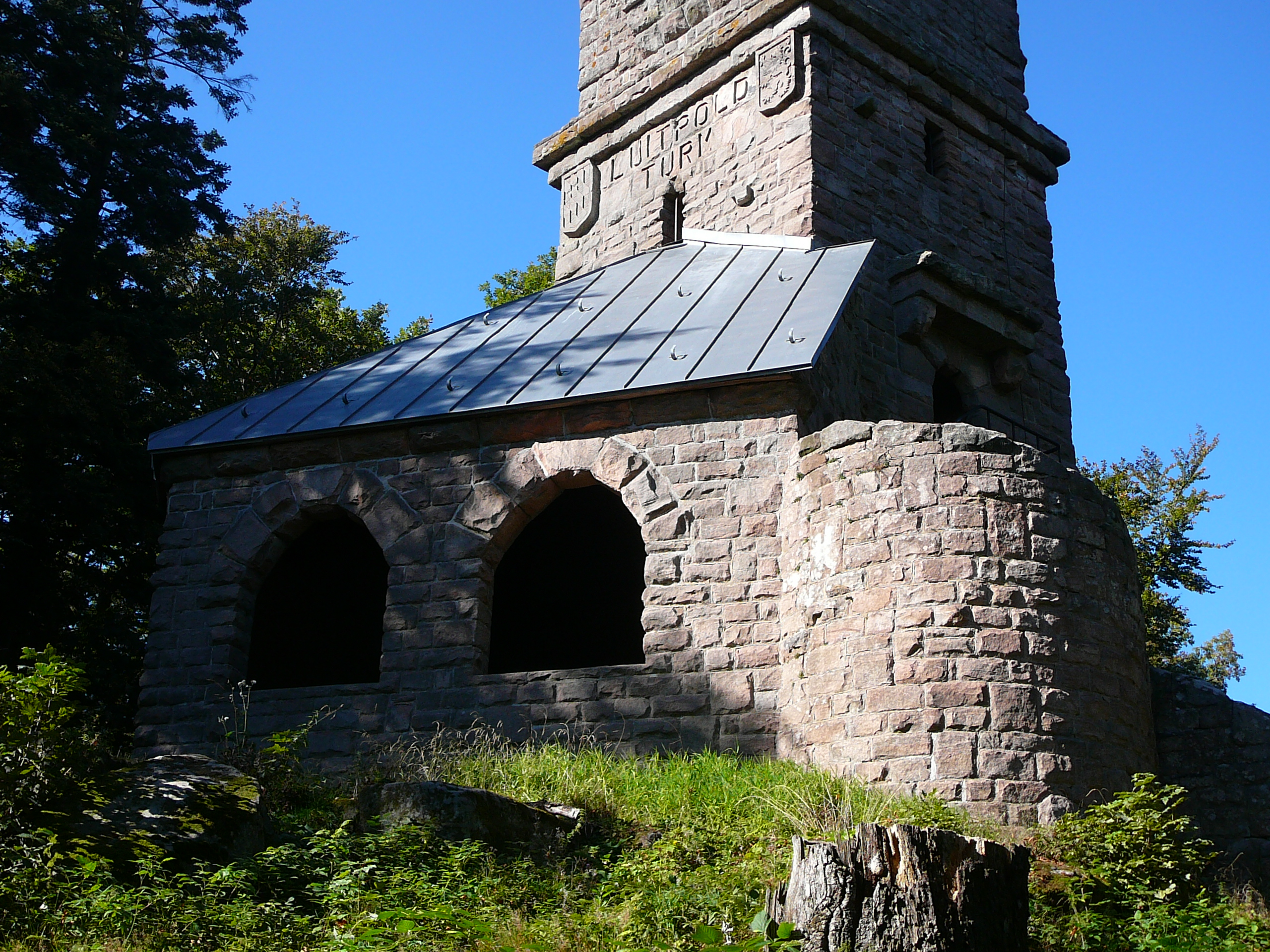
Luitpoldturm: Anbau

Nach Überwinden der Freitreppe betritt man ein durch mehrere Fensteröffnungen gut beleuchtetes Treppenhaus, in dem nach 164 Stufen die Aussichtsplattform erreicht wird. Auf halber Höhe befindet sich ein kleiner Erker mit Sitzbank, der zur Rast genutzt werden kann. Der obere Bereich des Turms wird von einem geräumigen Zimmer eingenommen, in dessen Raumachse eine relativ schmale, metallene Wendeltreppe weiter nach oben führt. Man verlässt das Treppentürmchen durch eine metallene Tür und betritt schließlich die Aussichtsplattform, welche von einer etwa hüfthohen Sandsteinbrüstung mit vier Beobachtungsnischen umgrenzt ist. Auf dieser Brüstung sind seit 2002 in regelmäßigen Abständen insgesamt 12 Plaketten angebracht, auf welchen prägnante Ziele im näheren und weiteren Umfeld des Turms mit Entfernungsangabe festgehalten sind.

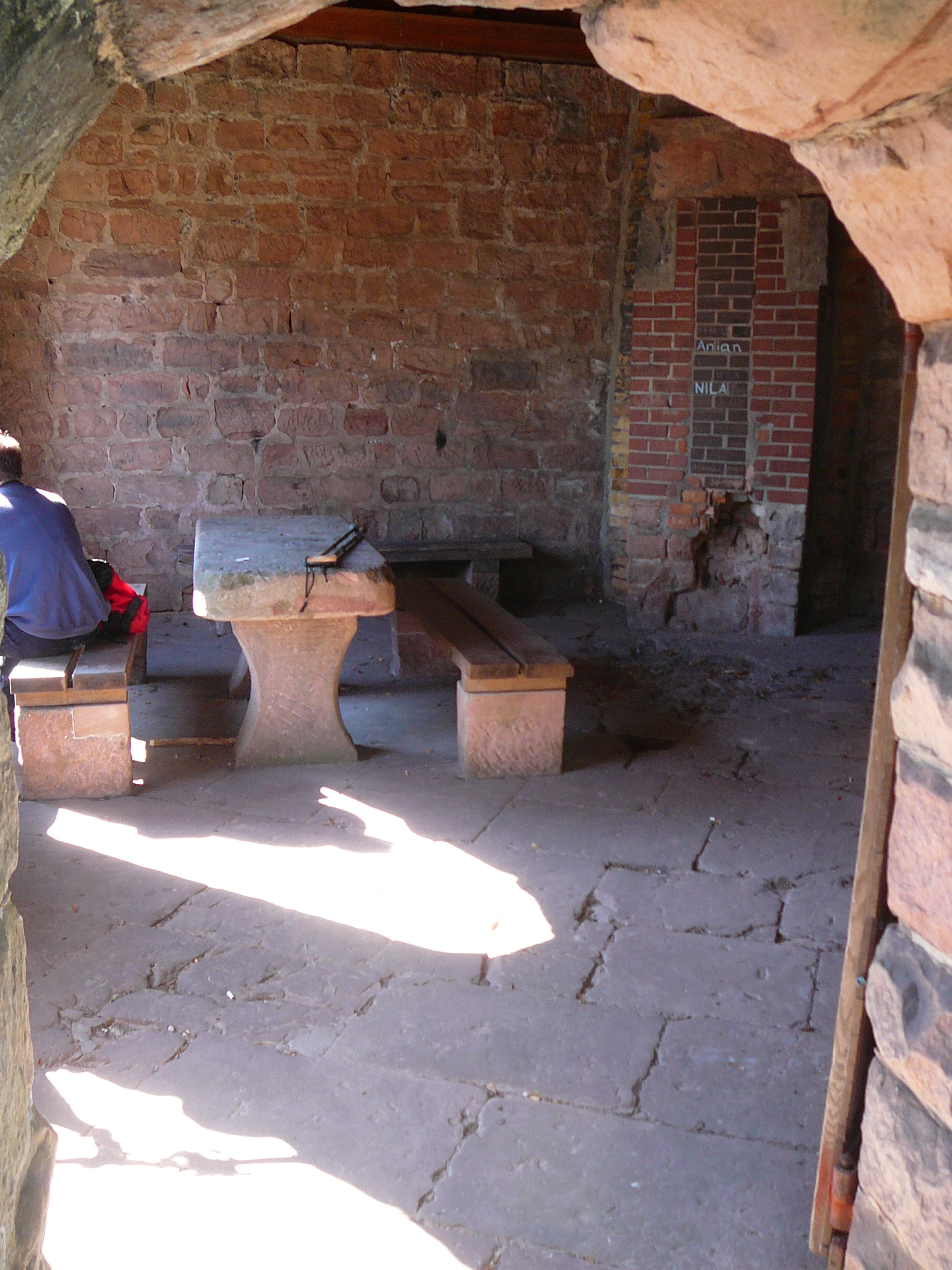
Aufenthaltsraum im Anbau des Luitpoldturms

Am Fuße des Turms befindet sich ein Anbau, welcher als Rastplatz und Schutzmöglichkeit bei schlechtem Wetter gedacht ist. Er enthält einen steinernen Tisch und Sitzbänke, ferner einen Kamin und eine Gedenktafel, auf der die wesentlichen Daten des Turms und seine Baugeschichte dokumentiert sind.

## Renovierung und Erhaltung
Heute ist der Turm Eigentum des Landes Rheinland-Pfalz, vertreten durch das Forstamt Hinterweidenthal. Das Gebäude steht seit 1993 unter Denkmalschutz und wurde in den Jahren 1999 bis 2003 restauriert. Dabei musste die Statik des Turmes verbessert und dazu in der Aussichtsplattform eine Stahlbetondecke eingezogen werden. Auch an einem Umbau der eisernen Wendeltreppe und einer Erneuerung des Daches führte kein Weg vorbei. Insgesamt betrugen die Kosten 230.000 Euro, was fast an den Betrag heranreicht, der ursprünglich beim Bau des Turmes benötigt worden war. Nach Abschluss dieser Renovierungsarbeiten konnte der Turm dann am 28. August 2003 in einem Festakt der Öffentlichkeit übergeben werden.
Zur längerfristigen Unterhaltung des Turms konstituierte sich 2007 der Luitpoldturmverein, der sich zum Ziel gesetzt hat, den „baulichen Zustand des Turms zu erhalten und gegebenenfalls zu verbessern“, „jederzeit freien Zugang zum Turm sowie die ungehinderte Fernsicht für jedermann zu gewährleisten“ und „die Wertschätzung des Turms und seines Fernsichterlebnisses in der Öffentlichkeit lebendig zu erhalten.“

## Verkehrsanbindung und Aussichtsmöglichkeiten

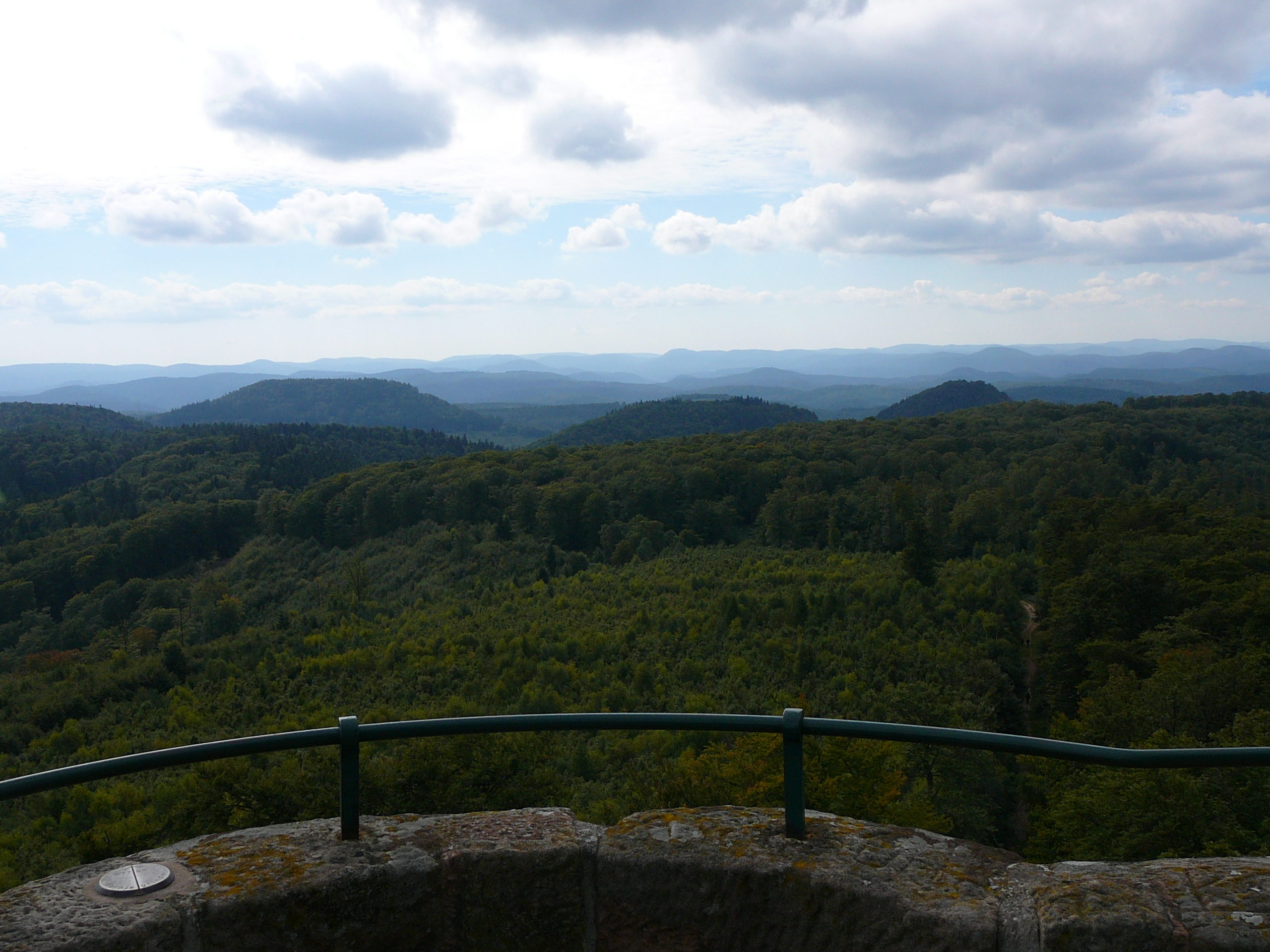
Blick vom Luitpoldturm nach Süden

Östlich vorbei am Weißenberg verläuft zwischen der Landesstraße 496, die von der Bundesstraße 48 vorbei am Mosisberg nach Leimen führt, in Nord-Süd-Richtung eine schmale Forststraße zur von der Bundesstraße 10 bei Wilgartswiesen nach Hermersbergerhof verlaufenden Kreisstraße 56. An der Forststraße liegt rund 630 m nordnordöstlich des Turms neben einer 550,7 m hohen Straßenstelle der Wandererparkplatz Am Holländerklotz und etwa 440 m (jeweils Luftlinie) südlich ein solcher am Luitpoldstein (ca. 562 m). An diesen Parkplätzen beginnend ist der Turm auf markierten Waldwegen (PWV-Markierung „blaues Kreuz“ und Wegelogo des Pfälzer Waldpfades) nach wenigen Gehminuten zu erreichen, und vom Hermersbergerhof ist dies nach 10 bis 20 Gehminuten geschafft.
Bei guten Sichtbedingungen lassen sich von der Aussichtsplattform des Turms aus 457 namentlich bekannte Ziele in der Pfalz, in Baden-Württemberg, dem Elsass und dem Saarland identifizieren, wobei die auf der Plattform angebrachten 12 Zielplaketten die Orientierung erleichtern können. Zu sehen sind dann zum Beispiel (Entfernung in Luftlinie; Sichtchance in %): Donnersberg (42 km; ca. 42 %), Kalmit (20 km; ca. 82 %), Donon (96 km; ca. 8 %) und Hornisgrinde (77 km; ca. 14 %).

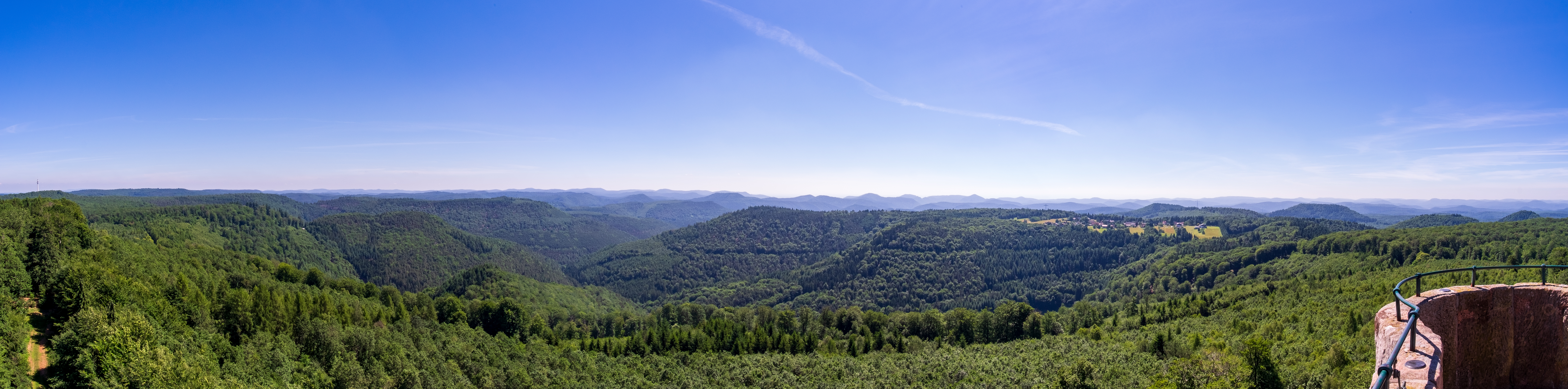
Blick über Hermersbergerhof nach Osten